# Parasmittina ornata
Parasmittina ornata är en mossdjursart som först beskrevs av Thornely 1912.  Parasmittina ornata ingår i släktet Parasmittina och familjen Smittinidae. Inga underarter finns listade i Catalogue of Life.